# Артамоново (Новосибірська область)
Артамоново (рос. Артамоново) — село у Сузунському районі Новосибірської області Російської Федерації.
Входить до складу муніципального утворення Бітковська сільрада. Населення становить 73 особи (2010).

## Історія
Згідно із законом від 2 червня 2004 року органом місцевого самоврядування є Бітковська сільрада.

## Населення
| 2002 | 2007 | 2010 |
| ---- | ---- | ---- |
| 166  | ↘96  | ↘73  |